# اوله‌یوو
اوله‌یوو (انگلیسی: Uleyevo) یک شهرک در شهرستان بیرسکی باشقیرستان کشور روسیه است.